# Bulbasaur
Bulbasaur (フシギダネ?, Fushigidane) è un Pokémon appartenente alla prima generazione. Ideato da Atsuko Nishida e fissato nel suo aspetto finale da Ken Sugimori, Bulbasaur fa la sua prima apparizione nel 1996 nei videogiochi Pokémon Rosso e Blu come uno dei Pokémon iniziali che i giocatori possono scegliere per cominciare la loro avventura. Compare inoltre nella maggior parte dei titoli successivi, in videogiochi spin-off, nella serie televisiva anime, nel Pokémon Trading Card Game e nel merchandising derivato dalla serie.
Bulbasaur appare sulla copertina di Pokémon Puzzle League. Il Pokémon appare nel film live action Pokémon: Detective Pikachu.
Nel contesto del franchise, Bulbasaur è un Pokémon di stadio base di tipo Erba/Veleno. Il suo numero identificativo Pokédex è 1. Si evolve in Ivysaur al raggiungimento di uno specifico livello.
L'allenatore Ash Ketchum possiede un esemplare del Pokémon. Il protagonista di Pokémon - La grande avventura, Rosso, ha inoltre ricevuto un Bulbasaur come suo Pokémon iniziale. Anche Vera ha posseduto un esemplare di Bulbasaur.

## Descrizione
Fin dalla nascita ha un seme piantato nella schiena ricco di sostanze nutrienti. Esso cresce assieme a lui assorbendo la luce solare. Traendo nutrimento dalla pianta, il Pokémon cresce rapidamente e può resistere a lungo senza ingerire cibo.
Bulbasaur si evolve in Ivysaur al raggiungimento di uno specifico livello.

## Apparizioni

### Videogiochi
In Pokémon Rosso e Blu e nei remake Pokémon Rosso Fuoco e Verde Foglia è uno dei tre Pokémon iniziali. Se il giocatore sceglie Bulbasaur, il rivale sceglierà Charmander.
Nella versione Gialla, Bulbasaur è ottenibile nella città di Celestopoli da una ragazza che risiede nelle vicinanze del Centro Pokémon. Il personaggio donerà al protagonista il suo Pokémon non appena il Pikachu del ragazzo sarà di buon umore.
Nei videogiochi Pokémon Oro HeartGold e Argento SoulSilver il protagonista potrà riceverlo dal Professor Oak una volta sconfitto Rosso. In Pokémon X e Y viene consegnato dal Professor Platan a Luminopoli.
Il Pokémon è inoltre uno dei sedici starter presenti nei videogiochi della serie Pokémon Mystery Dungeon.

### Anime
Bulbasaur appare per la prima volta nel corso dell'episodio Un'oasi felice (Bulbasaur and the Hidden Village). In questo episodio Ash, Brock e Misty si smarriscono prima di arrivare a Vermilion City. Misty incontra un Oddish e tenta di catturarlo, ma quest'ultimo viene difeso da un Bulbasaur. Ash tenta di catturare invano il Pokémon, ma esso fugge. Alla fine dell'episodio i tre amici incontrano una abitazione dove una ragazza, Melanie, si prende cura dei Pokémon abbandonati. Dopo un tentativo, sventato da Ash, da parte del Team Rocket di catturare tutti i Pokémon di Melanie, Bulbasaur inizia a fidarsi di Ash e Melanie glielo vorrebbe affidare, a patto che il ragazzo riesca a sconfiggerlo in battaglia. Grazie all'aiuto di Pikachu, Ash sconfigge e cattura il Pokémon. Nell'episodio Il giardino dei misteri (Bulbasaur's Mysterious Garden), il Bulbasaur di Ash rinuncia ad evolversi, come già aveva fatto Pikachu in Un incontro da elettroshock (Electric Shock Showdown). Nell'episodio L'ambasciatore di pace (Bulbasaur...The Ambassador!) il ragazzo lo invia al Professor Oak.
In Terra proibita (Grass Hysteria!), Vera cattura un altro esemplare di Bulbasaur, che, all'inizio della Saga del Parco Lotta, verrà affidato al Professor Oak. Il Pokémon della ragazza si è successivamente evoluto fino a diventare un Venusaur.
Anche l'allenatrice Shana ha ricevuto un esemplare del Pokémon dal professor Platan nell'episodio L'estate delle scoperte! (Summer of Discovery!) come Pokémon iniziale.

### Manga
Nel manga Pokémon - La grande avventura, Bulbasaur è il primo Pokémon di Rosso, che gli viene consegnato dal Professor Oak, nel secondo capitolo del manga, VS. Machoke. In seguito esso si evolve in Ivysaur e infine in Venusaur.
Nel manga Il magico viaggio dei Pokémon, Pistachio (ピスタチオ?) possiede un Bulbasaur di nome Danerina.

## Accoglienza
IGN ha nominato Bulbasaur il 52° miglior Pokémon. L'autrice di IGN Audrey Drake ha dichiarato di avere un "attaccamento molto speciale" ad esso, essendo stato il suo primo Pokémon. Ha anche affermato che potrebbe essere il suo "preferito". Game Informer lo ha anche incluso nella sua lista dei migliori Pokémon alla terza posizione (insieme a Charmander e Squirtle). L'autore O'Dell Harmon ha definito la scelta tra questi tre Pokémon come la "più importante" nella storia della serie. Game Revolution ha definito Bulbasaur il "miglior Pokémon di sempre". L'autore Alex Osborn ha affermato che "incarna il fascino che rende Pokémon quello che è" e lo ha definito il suo "preferito personale", così come il collega editore di Game Revolution. Pedro Hernandez di Nintendo World Report lo ha anche definito il suo "Pokémon preferito di tutti i tempi". Ha notato che "rappresentava" una serie di suoi "primati" - incluso il suo "primo episodio" dell'anime Pokémon, il suo "primo Pokémon" e il "primo Pokémon" che "vide in 3D". Ha attribuito a Bulbasaur il motivo per cui si è interessato alla serie Pokémon. John Vekinis del Nintendo Magazine ufficiale ha attribuito il suo "amore per i Pokémon di tipo Erba" a Bulbasaur nonostante le debolezze di quest'ultima tipologia. I lettori di Official Nintendo Magazine hanno votato Bulbasaur come il "secondo miglior" Pokémon di tipo Erba. L'autore Thomas East ha notato che "sembrava migliore" delle sue forme successive. I loro lettori lo hanno anche definito il "miglior" Pokémon iniziale. GamesTM lo ha definito il "miglior Pokémon iniziale" per Rosso e Blu. Il reporter della CNN Dennis Michael ha descritto Bulbasaur come una delle "creature principali" dei giochi e "forse la Carmen Miranda" delle figure Pokémon. Bulbasaur è stato selezionato come uno dei primi dieci Pokémon dai fan che hanno votato su Pokemon.com. In una pagina biografica di IGN, Bulbasaur è descritto come "lo strano" nel gioco Pokémon Rosso e Blu perché non rappresentava nessuno dei due colori, benché si dica anche che "è forse il Pokémon di tipo Erba più conosciuto, anche se è un po' di più animale che vegetale", oltre a notare la sua popolarità tra i nuovi giocatori. L'editor di IGN "Pokémon of the Day Chick" concorda, nonostante il fatto che le sue evoluzioni successive siano state "leggermente eclissate da Charizard", e ha anche elogiato l'incarnazione dell'anime per il suo atteggiamento. L'editore di GamesRadar Brett Elston ha descritto Bulbasaur come "popolare" per qualcosa di più del semplice essere il primo Pokémon numericamente, citando il suo set di mosse e le sue evoluzioni. La collega di GamesRadar Carolyn Gudmundson, in un articolo sulle "7 scelte più strazianti", ha elencato la scelta tra Fuoco, Erba o Acqua con Bulbasaur come "apripista", essendo un dinosauro oltre che essere un tipo Erba, sebbene trovò le sue successive evoluzioni "brutte e prive di fascino".
Secondo un campione di persone dai cinque agli otto anni riunito dallo Honolulu Star-Bulletin nel 1999, Bulbasaur era uno dei "tre Pokémon preferiti" dei bambini. Un ragazzo in uno studio di Dafna Lemish e Linda Renee-Bloch si è identificato con gli attributi di Bulbasaur di essere "forte e anche carino". Lemish e Renee-Bloch ritengono che l'importanza della dolcezza sia un esempio di "appropriazione dei valori giapponesi" in un contesto israeliano, e notano che il desiderio di forza dei ragazzi è stato correlato al "desiderio di interazione sociale".
Bulbasaur è stato tra gli undici Pokémon scelti come mascotte del Giappone nel Campionato mondiale di calcio 2014.
In un sondaggio di Reddit con più di 52 000 persone hanno votato per il loro Pokémon preferito, Bulbasaur è stato il 4° Pokemon scelto. In un sondaggio ufficiale organizzato da Google e The Pokemon Company per il Pokemon Day 2020 in cui le persone potevano votare i Pokemon di ogni regione, Bulbasaur è stato dichiarato come il 13° Pokemon più popolare in assoluto e il 3° più popolare nella regione di Kanto.

### Merchandising
Bulbasaur è stato presentato in vari articoli di merchandising, inclusi giocattoli e bambole di peluche. Bulbasaur è stato raffigurato in action figure vendute da Hasbro negli Stati Uniti, mentre Tomy in Giappone ha venduto un'ampia merce del personaggio, tra cui bambole in vinile, kit di modelli a molla e sacche. È stato utilizzato anche nel merchandising promozionale presso catene di fast food come McDonald's e Burger King. Bulbasaur è stato anche incluso in varie versioni dell'ANA Boeing 767. La nazione insulare di Niue ha emesso una moneta commemorativa con un valore legale di una corona che ha un Bulbasaur sul retro.